# Radelgardo de Benevento
Radelgar fue el primogénito de Radelchis I de Benevento y le sucedió como Príncipe de Benevento a su muerte en el 851. Su madre era Caretrude y su hermano Adelchis, quien le sucedió en el trono porque su hijo era demasiado joven. 
Tuvo una hija que casó con Lando III de Capua. 